# Engelbert IV. (Sieghardinger)
Engelbert IV. (* um 990; † 15. März 1040) war Sohn des Grafen Engelbert III. im Chiemgau. Als seine Mutter gilt entweder Adala von Bayern, Tochter des Pfalzgrafen Hartwig I. von Bayern, oder Adala, Tochter des Grafen Meginhard in der Mangfall. Er entstammte dem angesehenen und mächtigen bayerischen Adelsgeschlecht der Sieghardinger. Engelbert IV. war Graf im Norital sowie im Pustertal.

## Leben und Wirken
Engelberts erste Erwähnung im Raum Tirol ist am 19. April 1028. Darin wird er das erste Mal urkundlich als Graf im Norital bezeugt. Diese Grafschaft war ihm wohl schon 1027 durch seinen Bruder Bischof Hartwig I. von Brixen verliehen worden. Kaiser Konrad II. hatte diese im selben Jahr zuvor an das Bistum Brixen verliehen, um die Alpenpässe mit treuen Gefolgsmännern für sich zu sichern. Engelbert IV. trat nun von 1028 bis zu seinem Tode 1040 als Graf im Norital sowie als Vogt von Brixen auf.
Die Grafschaft im Pustertal muss Engelbert auf demselben Weg, über Bischof Hartwig I., erhalten haben. Der genaue Zeitpunkt der Belehnung für Engelbert sowie, wann das Bistum die Gaugrafschaft erhielt, ist unbekannt.
Ab dem Jahre 1035 trat Engelbert IV. als Domvogt von Salzburg auf, was ihm wohl reiche Besitzungen in Oberbayern brachte.
Am 15. März 1040 verstarb Engelbert. Seine Grafschaft im Norital fiel dabei wohl wieder an das Hochstift Brixen zurück. Die Domvogtei zu Salzburg vererbte er seinem Neffen Graf Engelbert V. im Chiemgau. Die Besitzungen im Pustertal, Lavanttal und Oberbayern verblieben bei seiner Erbtochter Richgard. Diese heiratete um das Jahr 1045 den Rheinfranken Siegfried I. aus dem Hause der Spanheimer. Dieser nahm die reichen Besitzungen an sich und benannte sich fortan nach diesen.

## Nachkommen
Engelbert IV. war verheiratet mit Liutgard, deren Abstammung jedoch äußerst umstritten ist (laut dem Historiker Justinus Pedro Johannes Gewin ist es Liutgard, die Tochter von Graf Werigand von Istrien-Friaul, gewesen). Aus dieser Ehe entstammen:
- Richgard von Lavanttal (* um 1030; † um 1072), ⚭ Siegfried I. von Spanheim (* um 1010; † 7. Februar 1065), Markgraf der Neumark, Graf von Spanheim, Graf im Pustertal und Lavanttal
- Willipurg († um 1060), ⚭ Aribo II. (1024–1102), Pfalzgraf von Bayern
- Liutgard, ⚭ Aribo II. (1024–1102), Pfalzgraf von Bayern
- Engelbert VI. († 1090), Graf im Pustertal, Domvogt von Salzburg
  - Richgard († 1138), ⚭ ?Gebhard, Graf von Dießen